# Vicente Sardina
Vicente Sardina (*Sigüenza, España 1774.Salta, Provincias Unidas del Río de la Plata, 1817), fue un militar español. Combatió como líder guerrillero en la Guerra de la Independencia Española y como oficial del Ejército Real del Perú en América. Durante la guerra contra el francés fue uno de los tenientes del famoso Juan Martín Díez el Empecinado; fue mortalmente herido durante un combate contra los gauchos de Güemes en las inmediaciones de la ciudad de Salta, actual Argentina.

## Biografía
Iniciada en España la lucha contra las tropas del emperador Napoleón, Vicente Sardina organizó una partida de paisanos armados en Siguenza, su ciudad natal, con los cuales participó en la guerra de guerrillas que durante seis años libro el pueblo español para lograr la expulsión del rey José Bonaparte y las tropas francesas que lo sostenían, durante esos años se unió a la partida que capitaneaba el renombrado guerrillero Juan Martin Diez, también llamado "El Empecinado", de quien llegó a ser uno de sus tenientes de confianza.
Finalizada la guerra en Europa y ya ligado definitivamente a la carrera de las armas formó parte de la expedición que en 1815 fue enviada al mando del general Pablo Morillo a América con la finalidad de sofocar la insurrección independentista de las colonias. Tras desembarcar en Costa Firme pasó luego al Perú como comandante del cuarto escuadrón del regimiento de caballería de Dragones de la Unión, que unido al resto de tropas europeas expedicionarias, enviaría el virrey José Fernando de Abascal a reforzar el ejército del Alto Perú. En 1816 tomo parte de la invasión que el general La Serna dirigió sobre el noroeste argentino combatiendo entonces en la llamada Guerra Gaucha donde por sus méritos ascendió a coronel. En abril de 1817, encontrándose su columna en retirada sobre la ciudad de Salta, fue repentinamente atacada por una numerosa partida de gauchos y aunque las tropas reales lograron rechazar el ataque y alcanzar su objetivo un disparo de los atacantes, diestra o afortunadamente dirigido, hirió mortalmente al coronel Sardina, quien conducido en camilla por sus soldados falleció poco después de llegar a la ciudad.

## Información adicional
En el archivo histórico nacional de España obra el "Pasaporte impreso de la Junta Central Suprema Gubernativa del Reino a favor de Vicente Sardina, vecino de la ciudad de Sigüenza, comandante de una partida de partisanos, para pasar a las provincias de Castilla a hostigar a los franceses", fechado en Sevilla a 3 de mayo de 1809. Vicente Sardina es igualmente uno de los personajes de la novela histórica Juan Martín El Empecinado, que forma parte de los Episodios Nacionales del renombrado escritor español Benito Pérez Galdos.